# Partibrejkers II
Partibrejkers II је други студијски албум српског гаражног рок и панк рок бенда Партибрејкерс, а објављен је 1988. године под окриљем издавачке куће Југодиск.

## Песме
Све текстове песама писао је Зоран Костић Цане, изузев четврте и пете нумере, које је написао Небојша Антонијевић. Музику за све песме радио је Антонијевић, укључујући десету песму коју је урадио са Љубишом Костадиновићем.
Све песме снимане су у студију „Барбаро”, у јуну 1987. године у Буковцу, осим песме Пут, која је снимљена у марту 1988. године у студију „О” у Београду.

## Учестововали на албуму

### Партибрејкерс
- Диме Тодоров Муне - бас
- Влада Фунтек - бубњеви
- Небојша Антонијевић Антон - аранжман, гитара и прокдуција
- Зоран Костић Цане - главни вокал

### Други
- Милан Ћирић - продукција, аранжман, снимање
- Мирослав Цветковић - сниматељ (песма Пут)
- Бранислав Петровић Банана - хармоника
- Горан Димић - дизајн